# 한스 폰 젝트
요하네스 프리드리히 "한스" 폰 젝트(독일어: Johannes Friedrich "Hans" von Seeckt, 1866년 4월 22일 슐레스비히 ~ 1936년 12월 27일 베를린)은 독일군 상급대장이다. 제1차 세계 대전 때 독일군 장군을 맡았으며 1919년에서 1920년까지 라이히스베어(Reichswehr) 병무청장을 지냈다.
이후 1930년대에는 장제스의 요청으로 국민혁명군의 홍군과의 전투를 지원할 군사고문관으로 중화민국에 주재한 이력이 있었고, 이후 중국 공산당이 대장정에 나서게 된 홍군 공격 작전을 제안하였다.
| 전임 빌헬름 그뢰너 | 제8대 독일 제국 장군참모장 1919년 7월 7일 – 1919년 7월 15일 | 후임 폐지 |

| 전임 신설 | 제1대 독일국 병무청장 1919년 10월 11일 – 1920년 3월 26일 | 후임 빌헬름 하이에 |

| 전임 발터 라인하르트 | 제2대 독일국 육군지휘부 총장 1920년 3월 – 1926년 10월 | 후임 빌헬름 하이에 |